# Forksville
Forksville est une ville du comté de Sullivan en Pennsylvanie, aux États-Unis.

## Monuments
- Pont couvert de Forksville

## Personnalités liées à la ville
- Red Grange, joueur de football américain né sur place.